# Dokler
Dokler je priimek v Sloveniji, ki ga je po podatkih Statističnega urada Republike Slovenije na dan 1. januarja 2024 uporabljalo 51 oseb in je med vsemi priimki po pogostosti uporabe uvrščen na 7532. mesto. Priimek je najpogostejši v Savinjski statistični regiji, kjer živi 39 ljudi s tem priimkom.

## Znani nosilci priimka
- Ana Dokler, hrvaška novinarka in terapevtka
- Andrej Dokler (1955—2021), pravnik, notar
- Anton Dokler (1871—1943), klasični filolog, šolnik, prevajalec, leksikograf
- Janez Dokler (1927—2011), umetnostni zgodovinar, likovni kritik, prevajalec, publicist
- Jože Dokler (1905—1956), zdravnik
- Maja Dokler Lapanja (*1958), slikarka
- Marijan Dokler (1903—1984), župnik, anglist
- Matic Dokler, pevec
- Vladimir Dokler (1906—1964), pravnik